# 이득렬
이득렬(李得洌, 1939년 5월 7일~2001년 2월 24일)은 대한민국의 언론인 겸 기자 출신의 전직 아나운서이며 전직 새천년민주당 당무위원 등을 지냈었던 전직 정치인이다. 본관은 원주(原州)이다.

## 생애
- 이득렬은 1939년 일제강점기 경성부에서 출생하였으며 지난날 한때 일제강점기 강원도 원주에서 잠시 유아기를 보낸 적이 있는 그는 1942년 경성부 향리로 귀향 이후에 보인상업고등학교(졸업)를 거쳐 한양대학교 영어영문학과(학사)를 나온 이후 1964년 1월 이득렬의 신문기자 데뷔 받고 이틈해 1966년 문화방송 보도국에 입사, 1974년부터 1987년 4월 30일까지 13년간 MBC 뉴스데스크를 진행하였으며, 1987년 MBC 문화방송 미국 워싱턴 지사장으로 부임할 때까지 진행을 하여 당시 최장수 앵커라는 기록을 세웠다.

- 1996년 7월부터 1999년 3월까지 문화방송의 사장을 지냈으며, 임기를 마치고 퇴임하였다.
- 이후에 한국관광공사 사장을 지내기도 하였으며, 2000년 5월 하순부터 2000년 8월 초순까지 3개월 간 새천년민주당 당무위원으로 활동하였으나, 새천년민주당 탈당을 한 후 2000년 10월에서부터 2001년 1월까지 "라디오 MBC 초대석 이득렬입니다"라는 제목의 프로그램 진행자를 맡아 프리랜서 아나운서로 방송계에 잠깐 복귀한 적이 있다.

- 2001년 2월 24일에 간경변 합병증인 식도 정맥류 파열로 타계하였다(향년 61세).

## 어록
- 이득렬 앵커는 생전에 뉴스를 끝마칠 때마다 항상 이런 말을 했다고 한다. "MBC 뉴스데스크 여기서 전부 마치겠습니다."

| 전임 강성구 | 제22대 문화방송 사장 1996년 7월 22일 ~ 1999년 3월 8일 | 후임 노성대 |

| 전임 홍두표 | 제17대 한국관광공사 사장 1999년 6월 26일 ~ 2000년 5월 16일 | 후임 조홍규 |